# Hugo (軟件)
Hugo 是一個用 Go 編寫的靜態網站生成器，2013由 Steve Francia 原創，自 v0.14 (2015年) 由 Bjørn Erik Pedersen 主力開發，並由全球各地的開發者和使用者提交貢獻。Hugo 以 Apache License 2.0 授權的开放源代码專案。
Hugo 一般只需幾秒鐘就能生成一個網站（每頁少於 1 毫秒），被稱為「世界上最快的網站構建框架」，也使 Hugo 大受歡迎，成為最熱門的靜態網站生成器之一，被廣泛採用。例如，2015年7月，Netlify 推出專為 Hugo 而設的網站託管服務，而2017年，Smashing Magazine 推出重新設計的官方網站，從原來的 WordPress 遷移到基於 Hugo 的 JAMstack 解決方案。

## 功能
Hugo 把用戶提供的數據檔案、i18n 包、配置、佈局模板、靜態檔案，以及用 Markdown 編寫的內容，處理並生成一個完整的靜態網站。較出色的功能包括多语言支持、圖像處理、客製化輸出格式、短代碼等等。而 Hugo 的「巢狀分部」(Nested sections) 功能則可以隔離不同類型的內容，例如一個同時包含博客和播客的網站。

## 外部連結
- 官方网站
- GitHub上的Hugo頁面
- Hugo主题（页面存档备份，存于）